# Plan amerykański

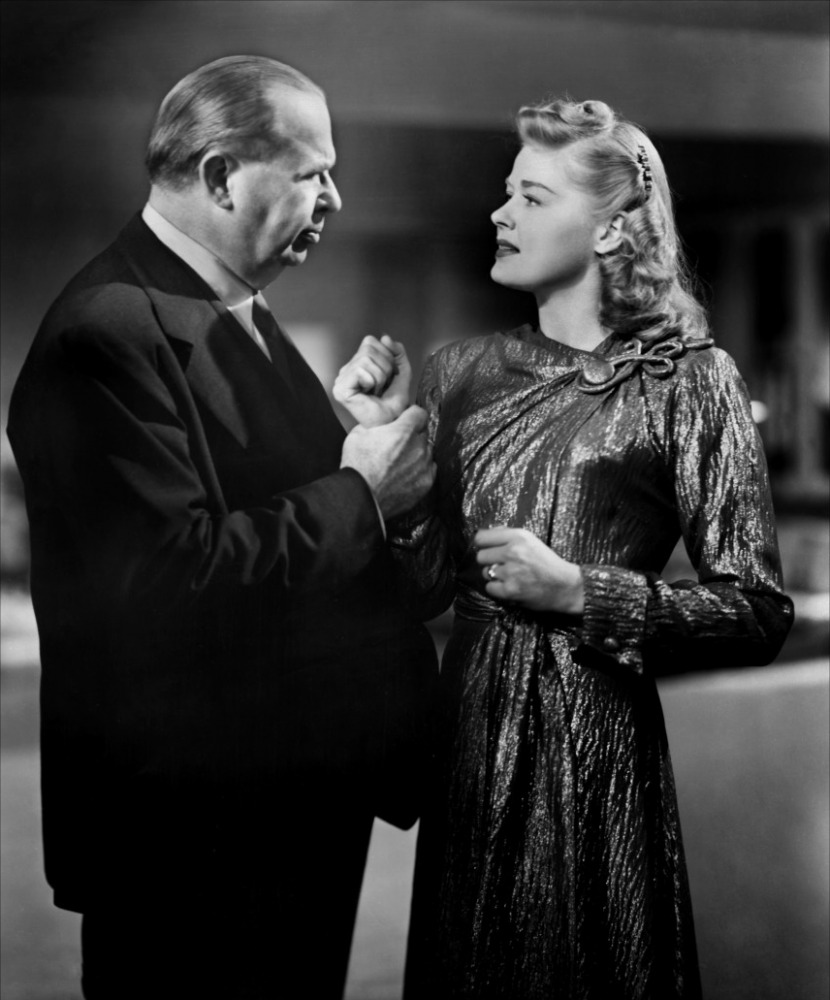
Plan amerykański (Charles Coburn i Helen Walker w filmie Impact)

Plan amerykański (ang. American shot) – rodzaj planu filmowego polegający na pokazaniu postaci ludzkiej od wysokości nieco powyżej kolan do miejsca tuż nad głową. Używany głównie do filmowania rozmawiających osób. Podobnie jak plan pełny pokazuje relacje między osobami, obejmując gesty i mimikę. Pozwala też na uchwycenie realiów otoczenia. Jest zgodny z tym, w jaki sposób ludzie normalnie postrzegają rozmawiające osoby. 
W okresie filmu niemego stosowany był rzadko, popularność zdobył po przełomie dźwiękowym. 